# Kappa Ophiuchi
Kappa Ophiuchi (κ Ophiuchi / 27 Ophiuchi / HD 153210) es una estrella en la constelación de Ofiuco, el portador de la serpiente, de magnitud aparente +3,20.
Ocasionalmente es conocida como Helkath, nombre hebreo-árabe que significa «campo de batalla».
Situada a 86 años luz del sistema solar, Kappa Ophiuchi es una gigante naranja de tipo espectral K2III con una temperatura de 4655 K.
Brilla con una luminosidad bolométrica 53 veces mayor que la del Sol.
La medida directa de su diámetro angular, una vez corregida por el efecto debido al oscurecimiento de limbo, es de 3,85 milisegundos de arco.
Su diámetro, calculado a partir de este valor, es 14 veces más grande que el del Sol, siendo una estrella semejante a Cebalrai (β Ophiuchi), en esta misma constelación.
Gira sobre sí misma con una velocidad de rotación proyectada de 2,16 km/s.
Con una metalicidad semejante a la solar, puede tener una edad comprendida entre 5000 y 7200 millones de años.
Como en otras gigantes similares, en su núcleo tiene lugar la fusión nuclear de helio en carbono y oxígeno.
Su alta velocidad relativa respecto al Sol —68 km/s, valor cuatro veces superior a la media— sugiere que procede de una región distinta de la galaxia.
Aunque Kappa Ophiuchi aparece catalogada como estrella variable, observaciones realizadas por el satélite Hipparcos parecen refutar dicha variabilidad.